# Copa do Brasil de Futebol Feminino
A Copa do Brasil de Futebol Feminino, conhecida simplesmente como Copa do Brasil Feminina, é uma competição nacional de futebol feminino no Brasil. Disputada no formato "mata-mata", os clubes se enfrentam em duelos eliminatórios, em que o time derrotado é eliminado. Foi o primeiro torneio oficial organizado pela Confederação Brasileira de Futebol para a modalidade feminina, realizado entre 2007 e 2016. Após um hiato de oito anos, a competição retorna em 2025. Em sua primeira era, o campeão garantia vaga na Copa Libertadores do ano seguinte. Com o retorno, a competição passará a classificar seu vencedor para a Supercopa do Brasil.
Durante sua primeira era, a Copa do Brasil Feminina contou com a participação de 32 clubes, reunindo representantes de todas as unidades federativas. Com o retorno da competição em 2025, o torneio terá sua estrutura ampliada, sendo disputado por 64 equipes.
O Santos e o São José são os clubes com maior número de conquistas, totalizando dois títulos cada. Já Audax, Duque de Caxias, Ferroviária, Foz Cataratas, Kindermann e Saad completam a lista de campeões, tendo conquistado o torneio uma vez cada.

## História
Com o crescimento do futebol feminino no início dos anos 2000, impulsionado por grandes campanhas da Seleção Brasileira, a Confederação Brasileira de Futebol (CBF) decidiu criar um torneio nacional oficial para a modalidade. O desempenho da seleção nos Jogos Olímpicos de 2004, na qual conquistou a medalha de prata, o título nos Jogos Pan-Americanos de 2007 e o vice-campeonato na Copa do Mundo de 2007, demonstraram o potencial do futebol feminino no país e a necessidade de um torneio estruturado.
Até então, as competições nacionais femininas ocorriam de maneira irregular, com torneios esporádicos sob diferentes nomenclaturas, como a Taça Brasil, disputada entre 1983 e 2007. Com isso, a CBF lançou em 2007 a Copa do Brasil Feminina, visando incentivar clubes que mantinham elencos femininos e fomentar o surgimento de novas jogadoras no cenário nacional, em alinhamento com o Estatuto do Torcedor. O torneio foi disputado no formato mata-mata, reunindo clubes de todas as regiões do país, e serviu como a principal competição de clubes femininos por quase uma década.

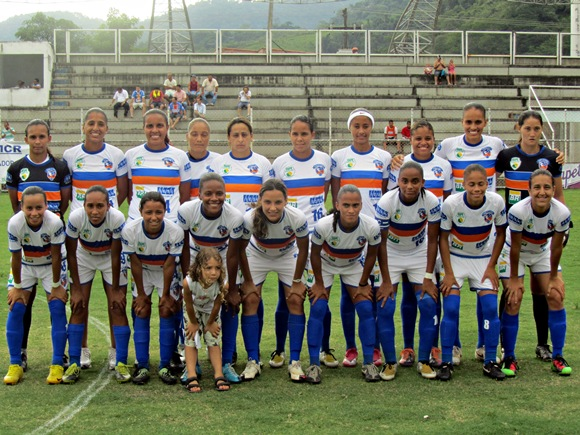
Equipe do Duque de Caxias, campeã da edição de 2010.

Entre 2007 e 2016, a competição consolidou-se como um dos pilares do futebol feminino no Brasil, servindo como vitrine para jogadoras e proporcionando visibilidade às equipes femininas em um cenário que ainda carecia de investimentos estruturais. Nesse período, clubes como Santos e São José se destacaram, conquistando dois títulos cada e reafirmando a força do futebol paulista na modalidade feminina. Ainda durante essa fase, Audax, Duque de Caxias, Ferroviária, Foz Cataratas, Kindermann e Saad também conquistaram o torneio uma vez. A competição servia como classificatória para a Copa Libertadores Feminina, servindo para definir o representante brasileiro, o que aumentava sua relevância no calendário.
No entanto, em 2017, a CBF promoveu uma reformulação no calendário do futebol feminino, ampliando o Campeonato Brasileiro e criando a Série A2, estabelecendo uma estrutura de acesso e descenso. Como consequência, a Copa do Brasil Feminina foi descontinuada. A entidade oficializou o fim do torneio ao divulgar o calendário da temporada de 2017, justificando que a nova organização daria mais estabilidade e continuidade às competições femininas.
Após oito anos de hiato, a CBF anunciou o retorno da Copa do Brasil Feminina para 2025, aumentando para 64 equipes, dobrando o número de participantes em relação à sua primeira era. A competição manterá o formato eliminatório e agora servirá como classificatória para a Supercopa do Brasil.

## Formato
Durante a primeira era, o formato da Copa do Brasil se manteve semelhante ao longo dos anos, adotando um sistema eliminatório em cinco fases, com confrontos de ida e volta. Nas duas primeiras etapas, havia uma regra: se o time visitante vencesse o jogo de ida por uma diferença de três ou mais gols, avançava automaticamente para a fase seguinte, eliminando a necessidade da partida de volta.
Em 2025, após o hiato, a competição aumentou o número total de participantes para 64, sendo formado pelas equipes das três divisões nacionais: 16 da série A1, 16 da A2 e 32 da A3. O formato conta com uma disputa inicial entre os clubes da terceira divisão, que serão sorteados em dezesseis confrontos para selecionar os clubes que avançam para a segunda etapa. Na sequência, os classificados da fase inicial duelarão com os times da A2, e os vitoriosos enfrentarão os 16 times da primeira divisão. A partir daí, o mata-mata continua com os clubes restantes até a decisão. Todos os duelos serão em jogo único.

## Campeões

### Títulos por clube
| Pos  | Clube               | Títulos | Vices | Semifinais |
| ---- | ------------------- | ------- | ----- | ---------- |
| 1.º  | São José-SP         | 2       | 2     | —          |
| 2.º  | Santos              | 2       | —     | —          |
| 3.º  | Foz Cataratas       | 1       | 1     | 2          |
| 4.º  | Ferroviária         | 1       | 1     | —          |
| 5.º  | Kindermann          | 1       | —     | 1          |
| 6.º  | Audax               | 1       | —     | —          |
| 6.º  | Duque de Caxias     | 1       | —     | —          |
| 6.º  | Saad                | 1       | —     | —          |
| 9.º  | Vitória das Tabocas | —       | 2     | 3          |
| 10.º | Botucatu            | —       | 2     | —          |
| 11.º | Centro Olímpico     | —       | 1     | 1          |
| 12.º | Sport               | —       | 1     | —          |
| 13.º | São Francisco EC    | —       | —     | 5          |
| 14.º | Benfica             | —       | —     | 1          |
| 14.º | Boa Vontade         | —       | —     | 1          |
| 14.º | CRESSPOM            | —       | —     | 1          |
| 14.º | Mixto               | —       | —     | 1          |
| 14.º | Picos               | —       | —     | 1          |
| 14.º | Pinheirense         | —       | —     | 1          |
| 14.º | Rio Preto           | —       | —     | 1          |
| 14.º | Viana               | —       | —     | 1          |

### Títulos por federação
| Pos | Federação          | Títulos | Vices | Semifinais |
| --- | ------------------ | ------- | ----- | ---------- |
| 1.º | São Paulo          | 6       | 6     | 2          |
| 2.º | Paraná             | 1       | 1     | 2          |
| 3.º | Santa Catarina     | 1       | —     | 1          |
| 4.º | Mato Grosso do Sul | 1       | —     | —          |
| 4.º | Rio de Janeiro     | 1       | —     | —          |
| 6.º | Pernambuco         | —       | 3     | 3          |
| 7.º | Bahia              | —       | —     | 5          |
| 8.º | Maranhão           | —       | —     | 2          |
| 9.º | Distrito Federal   | —       | —     | 1          |
| 9.º | Mato Grosso        | —       | —     | 1          |
| 9.º | Minas Gerais       | —       | —     | 1          |
| 9.º | Pará               | —       | —     | 1          |
| 9.º | Piauí              | —       | —     | 1          |

### Títulos por região
| Pos | Federação    | Títulos | Vices | Semifinais |
| --- | ------------ | ------- | ----- | ---------- |
| 1.º | Sudeste      | 7       | 6     | 3          |
| 2.º | Sul          | 2       | 1     | 3          |
| 3.º | Centro-Oeste | 1       | —     | 2          |
| 4.º | Nordeste     | —       | 3     | 11         |
| 5.º | Norte        | —       | —     | 1          |

## Artilharia

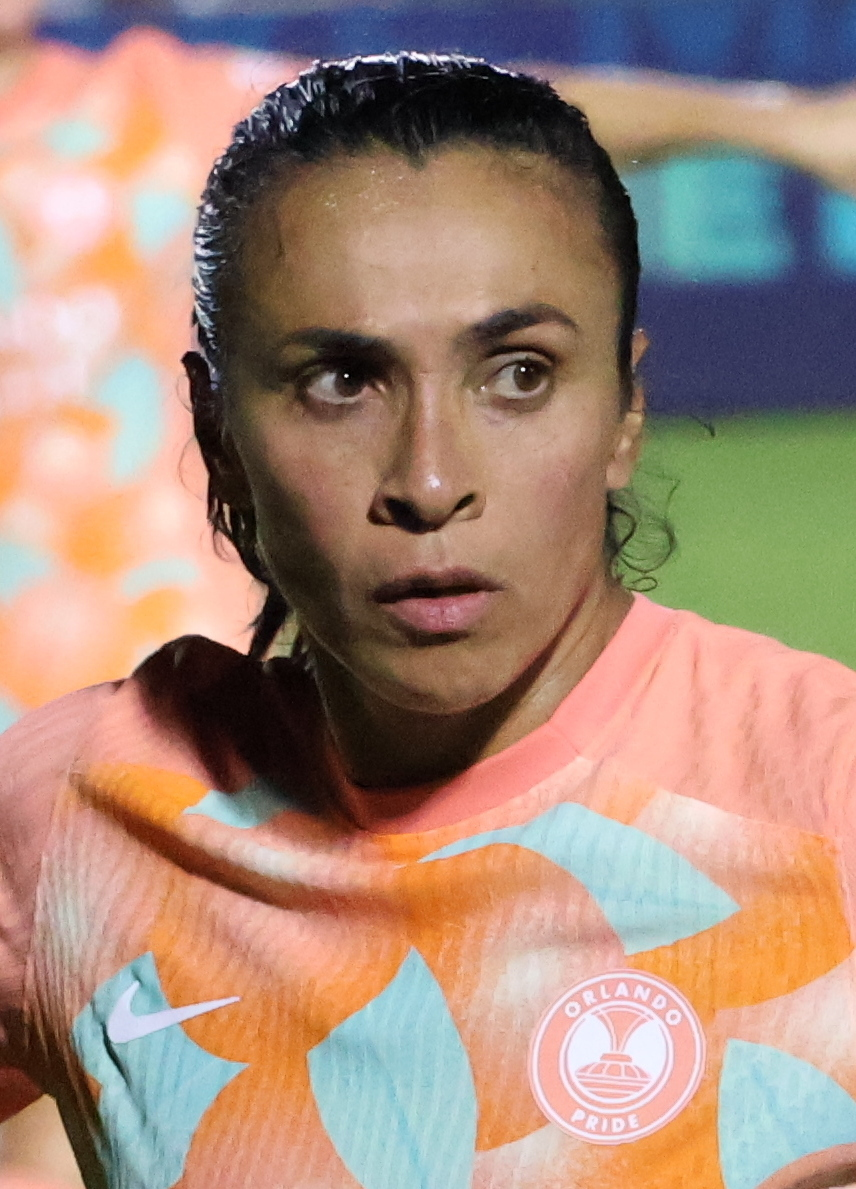
Marta é a maior artilheira em uma única edição de Copa do Brasil, tendo marcado 18 gols na edição de 2009 pelo Santos Futebol Clube.

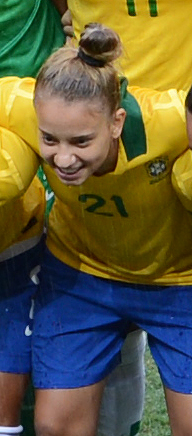
Thaisinha é a única atleta que foi artilheira duas vezes na Copa do Brasil, conquistando este feito consecutivamente em 2011 e 2012, atuando pelo Vitória das Tabocas.

### Por edição
| Ano  | Artilheira    | Clube               | Gols |
| ---- | ------------- | ------------------- | ---- |
| 2007 | Daniela Alves | Saad                | 14   |
| 2008 | Luciléia      | Kindermann          | 8    |
| 2009 | Marta         | Santos              | 18   |
| 2010 | Raquel        | Duque de Caxias     | 9    |
| 2011 | Thaisinha     | Vitória das Tabocas | 10   |
| 2012 | Thaisinha     | Vitória das Tabocas | 7    |
| 2013 | Giovânia      | São José-SP         | 7    |
| 2014 | Adriane       | Ferroviária         | 9    |
| 2014 | Ludmila       | Ferroviária         | 9    |
| 2015 | Byanca Brasil | Kindermann          | 9    |
| 2016 | Chú Santos    | Audax               | 12   |

## Maiores goleadas
Estas são as maiores goleadas da história da Copa do Brasil de Futebol Feminino:
| Pos | Mandante         | Placar | Visitante           | Estádio        | Data            | Ano  | Ref.   |
| --- | ---------------- | ------ | ------------------- | -------------- | --------------- | ---- | ------ |
| 1.º | América de Natal | 0—15   | Vitória das Tabocas | Nazarenão      | 14 de abril     | 2012 | [ 28 ] |
| 1.º | Boca Júnior      | 0—15   | São Francisco EC    | Francão        | 24 de agosto    | 2016 | [ 29 ] |
| 3.º | Ferroviária      | 14—0   | UDA                 | Fonte Luminosa | 29 de janeiro   | 2014 | [ 30 ] |
| 4.º | Atlético Acreano | 0—13   | São José-SP         | Florestão      | 7 de setembro   | 2016 | [ 31 ] |
| 5.º | Campo Grande     | 1—13   | Foz Cataratas       | Moreninhas     | 10 de março     | 2012 | [ 32 ] |
| 6.º | Genus            | 0—12   | Benfica             | Mané Garrincha | 1 de dezembro   | 2007 | [ 33 ] |
| 6.º | Mixto            | 0—12   | Santos              | Verdão         | 22 de outubro   | 2009 | [ 34 ] |
| 6.º | Genus            | 0—12   | Internacional       | Renascer       | 16 de fevereiro | 2013 | [ 35 ] |
| 9.º | Saad             | 11—0   | Genus               | Mané Garrincha | 29 de novembro  | 2007 | [ 36 ] |
| 9.º | Santos           | 11—0   | Mixto               | Vila Belmiro   | 29 de outubro   | 2009 | [ 37 ] |
| 9.º | Ferroviária      | 11—0   | Sport               | Fonte Luminosa | 12 de fevereiro | 2014 | [ 38 ] |
| 9.º | Mixto            | 0—11   | Santos              | Arena Pantanal | 4 de setembro   | 2016 | [ 39 ] |

## Participações
Os clubes que mais participaram da Copa do Brasil de Futebol Feminino (de 2007 a 2025) por unidade federativa:
|  | Participantes em 2025 |

| UF | Clube               | Total |
| -- | ------------------- | ----- |
| AC | Assermurb           | 6     |
| AL | CESMAC              | 5     |
| AL | UDA                 | 5     |
| AP | Oratório            | 5     |
| AM | Iranduba            | 6     |
| BA | São Francisco EC    | 9     |
| CE | Caucaia             | 7     |
| DF | CRESSPOM            | 8     |
| ES | Comercial-ES        | 4     |
| GO | Aliança             | 6     |
| MA | Viana               | 4     |
| MT | Mixto               | 7     |
| MS | Comercial-MS        | 6     |
| MG | Atlético Mineiro    | 6     |
| PA | Pinheirense         | 4     |
| PA | Tuna Luso           | 4     |
| PB | Botafogo-PB         | 6     |
| PR | Foz Cataratas       | 7     |
| PE | Vitória das Tabocas | 7     |
| PI | Tiradentes-PI       | 7     |
| RJ | Duque de Caxias     | 7     |
| RN | União               | 3     |
| RS | Juventude           | 3     |
| RO | Genus               | 5     |
| RR | São Raimundo-RR     | 6     |
| SC | Kindermann          | 9     |
| SP | Santos              | 7     |
| SP | São José-SP         | 7     |
| SE | Boca Júnior         | 4     |
| TO | Atenas              | 3     |
| TO | Paraíso             | 3     |

### Por desempenho
Participantes com melhor desempenho de cada estado:
| UF | Clube               | Melhor desempenho                                     |
| -- | ------------------- | ----------------------------------------------------- |
| AC | Assermurb           | Oitavas de final 2 vezes (2009 e 2015)                |
| AL | UDA                 | Quartas de final (2015)                               |
| AP | Rio Norte           | Segunda fase (2007)                                   |
| AM | Iranduba            | Quartas de final (2012)                               |
| AM | Nilton Lins         | Quartas de final (2008)                               |
| AM | São Raimundo-AM     | Quartas de final (2010)                               |
| BA | São Francisco EC    | Semifinalista 5 vezes (2007, 2009, 2010, 2012 e 2013) |
| CE | Caucaia             | Quartas de final (2009)                               |
| DF | CRESSPOM            | Semifinalista (2016)                                  |
| ES | Vila Nova-ES        | Oitavas de final (2016)                               |
| GO | Aliança             | Quartas de final (2008)                               |
| MA | Boa Vontade         | Semifinalista (2008)                                  |
| MA | Viana               | Semifinalista (2011)                                  |
| MT | Mixto               | Semifinalista (2010)                                  |
| MS | Saad                | Campeão (2007)                                        |
| MG | Benfica             | Semifinalista (2007)                                  |
| PA | Pinheirense         | Semifinalista (2009)                                  |
| PB | Botafogo-PB         | Oitavas de final 3 vezes (2010, 2011 e 2016)          |
| PR | Foz Cataratas       | Campeão (2011)                                        |
| PE | Vitória das Tabocas | Vice-campeão 2 vezes (2011 e 2013)                    |
| PI | Picos               | Semifinalista (2014)                                  |
| RJ | Duque de Caxias     | Campeão (2010)                                        |
| RN | Parnamirim          | Quartas de final (2008)                               |
| RS | Internacional       | Segunda fase (2007)                                   |
| RO | Genus               | Quartas de final (2007)                               |
| RR | São Raimundo-RR     | Quartas de final (2009)                               |
| SC | Kindermann          | Campeão (2015)                                        |
| SP | Santos              | Campeão 2 vezes (2008 e 2009)                         |
| SP | São José-SP         | Campeão 2 vezes (2012 e 2013)                         |
| SE | Boca Júnior         | Primeira fase 4 vezes (2008, 2010, 2012 e 2016)       |
| TO | Estrela Real        | Oitavas de final (2015)                               |